# NGC 7181
NGC 7181 (również PGC 67859) – galaktyka soczewkowata (S0), znajdująca się w gwiazdozbiorze Wodnika. Odkrył ją Albert Marth 31 lipca 1864 roku.